# Lac de Tolla
Pour les articles homonymes, voir Tolla (homonymie).
Le lac de Tolla est un lac de barrage corse dans le département de la Corse-du-Sud, sur le Prunelli situé à 552 m d'altitude, près de la commune de Tolla à l'est d'Ajaccio.

## Géographie
Le lac artificiel de Tolla a pour émissaire le fleuve Prunelli 44,2 km, comme le lac de Vitalaca et l'un de ses affluents la rivière d'Ese 21,1 kilomètres.

## Description
C'est un lac artificiel, créé  par un barrage EDF construit de 1958-1960, et mis en service en 1965.
Ses rives ont été aménagées pour créer des espaces de loisirs, Pédalos, barques, pêcheurs, paillotes, plage...